# شیمی محض و کاربردی (نشریه)
شیمی محض و کاربردی (نشریه) (انگلیسی: Pure and Applied Chemistry)نشریه رسمی اتحادیهٔ بین‌المللی شیمی محض و کاربردی است. که توسط دگرویتر منتشر می شود.